# Elwro 481 Lolek
Elwro 481 Lolek – jeden z pierwszych polskich kieszonkowych kalkulatorów naukowych. Produkowany przez Wrocławskie Zakłady Elektroniczne "Mera-Elwro".

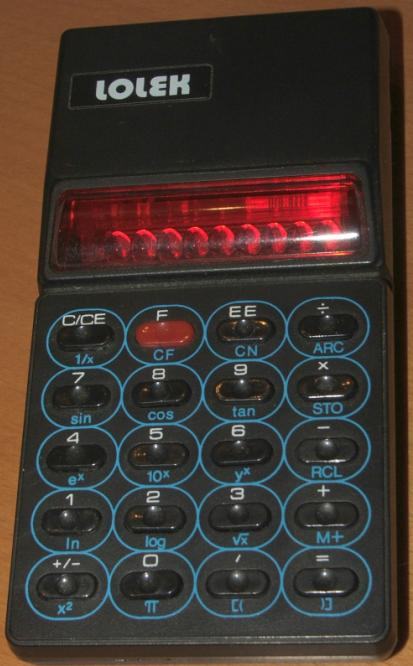
Elwro 481 Lolek

## Funkcjonalność
- funkcje: 4 podstawowe działania, yx, pierwiastek kwadratowy, funkcje trygonometryczne i odwrotne, ln, log10, ex, 10x, 1/x, stała π
- wielkości kątowe wyrażane wyłącznie w stopniach
- brak hierarchii działań, możliwość wprowadzenia 2 par nawiasów
- pamięć: jedna sumująca, możliwość zapisu do pamięci wraz ze skasowaniem jej poprzedniej wartości
- dokładność:
  - zapis stałoprzecinkowy – 8 cyfr znaczących
  - zapis zmiennoprzecinkowy – 5 cyfr znaczących (możliwość odczytu 8 cyfr znaczących po naciśnięciu klawisza CN) mantysa, 2 cyfry cecha, jedno miejsce zarezerwowane na minus przy cesze ujemnej

## Konstrukcja
- zasilanie: bateria 9 V 6F22 (wystarcza na ok. 2 h pracy) lub 6LR61; gniazdo zasilacza zewnętrznego: współosiowe jack 2,1 mm (plus w środku); niski poziom napięcia baterii sygnalizowany był pojawieniem się znaku „L” na lewej skrajnej pozycji wyświetlacza
- klawiatura membranowa, wszystkie klawisze podwójnego działania
- wyświetlacz LED (czerwone wskaźniki 7-segmentowe, 9 miejsc)
- wyłącznik mechaniczny
- funkcja oszczędzania energii (po około 30 s wyświetlacz był wygaszany, świecił się tylko „-” na środkowym polu)
- oparty na układzie scalonym MOS Technology MPS7529-013

Była to jedna z pierwszych konstrukcji kieszonkowego kalkulatora naukowego w Polsce. Krótki czas działania na jednej stosunkowo drogiej wówczas baterii dość skutecznie ograniczał jego zastosowanie. Membranowa klawiatura (klawisze w kolorze czarnym, tylko klawisz F czerwony) działała dość niepewnie i z nieprzyjemnym „puknięciem”. W identycznej obudowie, choć nieco inaczej wykończonej kolorystycznie, produkowany był także prostszy funkcjonalnie kalkulator Elwro 441 Bolek. Poważną niedogodnością był brak możliwości wyboru miary kąta (tylko stopnie) – pojawiły się amatorskie sposoby przeróbki (wystarczyło wkleić przełącznik i zewrzeć jedno z wyprowadzeń układu scalonego do masy). Kolejną wadą była bardzo słaba widzialność w dziennym oświetleniu liczb pojawiających się na wyświetlaczu. Kalkulator był dostarczany w skóropodobnym etui z wytłoczonym znakiem firmowym.